# Wuxing (Huzhou)
Der Stadtbezirk Wuxing (chinesisch 吴兴区, Pinyin Wúxīng Qū) ist ein Stadtbezirk der bezirksfreien Stadt Huzhou in der chinesischen Provinz Zhejiang. Er hat eine Fläche von 861,3 Quadratkilometern und zählt 1.015.937 Einwohner (Stand: Zensus 2020). Der Stadtbezirk war früher ein Kreis.

## Administrative Gliederung
Auf Gemeindeebene setzt sich der Stadtbezirk aus sieben Straßenviertel, sechs Großgemeinden und drei Gemeinden zusammen. 